# Ida Ingemarsdotter
Ida Maria Erika Ingemarsdotter (Sveg, 26 april 1985) is een Zweedse langlaufster. Ze vertegenwoordigde haar vaderland op de Olympische Winterspelen 2010 in Vancouver, de Olympische Winterspelen 2014 in Sotsji en de Olympische Winterspelen 2018 in Pyeongchang.

## Carrière
Bij haar wereldbekerdebuut, in februari 2004 in Stockholm, scoorde Ingemarsdotter direct haar eerste wereldbekerpunten. Ruim twee jaar later behaalde ze in Borlänge haar eerste toptienklassering in een wereldbekerwedstrijd. Op de wereldkampioenschappen langlaufen 2007 in Sapporo eindigde Ingemarsdotter als achtste op de sprint. In Liberec nam de Zweedse deel aan de wereldkampioenschappen langlaufen 2009, op dit toernooi eindigde ze als vierde op de sprint. In februari 2010 stond ze in Canmore voor de eerste maal in haar carrière op het podium van een wereldbekerwedstrijd. Tijdens de Olympische Winterspelen van 2010 in Vancouver eindigde Ingemarsdotter als vijftiende op de sprint en als 41e op de 15 kilometer achtervolging, samen met Anna Olsson, Magdalena Pajala en Charlotte Kalla eindigde ze als vijfde op de estafette.
Op de wereldkampioenschappen langlaufen 2011 in Oslo eindigde de Zweedse als twaalfde op de sprint en als achtentwintigste op de 10 kilometer klassieke stijl. Op het onderdeel teamsprint veroverde ze samen met Charlotte Kalla de wereldtitel, samen met Anna Haag, Britta Johansson Norgren en Charlotte Kalla sleepte ze de zilveren medaille in de wacht op de estafette. Op 12 januari 2012 boekte Ingemarsdotter in Milaan haar eerste wereldbekerzege. In Val di Fiemme nam ze deel aan de wereldkampioenschappen langlaufen 2013. Op dit toernooi behaalde ze de zilveren medaille op de sprint. Op de teamsprint legde ze samen met Charlotte Kalla beslag op de zilveren medaille, samen met Emma Wikén, Anna Haag en Charlotte Kalla veroverde ze de zilveren medaille op de estafette. Tijdens de Olympische Winterspelen van 2014 in Sotsji eindigde Ingemarsdotter als vijfde op de sprint. Op de estafette werd ze samen met Emma Wikén, Anna Haag en Charlotte Kalla olympisch kampioen, samen met Stina Nilsson sleepte ze de bronzen medaille in de wacht op de teamsprint
Op de wereldkampioenschappen langlaufen 2015 in Falun eindigde de Zweedse als twaalfde op de sprint, op de teamsprint legde ze samen met Stina Nilsson beslag op de zilveren medaille. In Lahti nam ze deel aan de wereldkampioenschappen langlaufen 2017. Op dit toernooi eindigde ze als vijfde op de sprint en als zeventiende op de 10 kilometer klassieke stijl. Samen met Stina Nilsson eindigde ze als vierde op de teamsprint. Tijdens de Olympische Winterspelen van 2018 in Pyeongchang eindigde Ingemarsdotter als dertiende op de sprint en als 34e op de 10 kilometer vrije stijl.
Op de wereldkampioenschappen langlaufen 2019 in Seefeld eindigde de Zweedse als elfde op de 15 kilometer skiatlon, als dertiende op de 30 kilometer vrije stijl en als 33e op de 10 kilometer klassieke stijl.

## Resultaten

### Olympische Winterspelen
| Jaar | Plaats      | Resultaten                                                                                           |
| ---- | ----------- | --- |
| 2010 | Vancouver   | 15e Sprint (klassieke stijl) 41e 15 km achtervolging DNF 30 km (klassieke stijl) 5e 4x5 km estafette |
| 2014 | Sotsji      | 5e Sprint (vrije stijl) · Teamsprint (klassieke stijl) · 4x5 km estafette                            |
| 2018 | Pyeongchang | 13e Sprint (klassieke stijl) 34e 10 km vrije stijl                                                   |

### Wereldkampioenschappen
| Jaar | Plaats        | Resultaten                                                                                               |
| ---- | ------------- | --- |
| 2007 | Sapporo       | 8e Sprint (klassieke stijl)                                                                              |
| 2009 | Liberec       | 4e Sprint (vrije stijl)                                                                                  |
| 2011 | Oslo          | 12e Sprint (vrije stijl) · 28e 10 km (klassieke stijl) · Teamsprint (klassieke stijl) · 4x5 km estafette |
| 2013 | Val di Fiemme | Sprint (klassieke stijl) · Teamsprint (vrije stijl) · 4x5 km estafette                                   |
| 2015 | Falun         | 12e Sprint (klassieke stijl) · Teamsprint (vrije stijl)                                                  |
| 2017 | Lahti         | 5e Sprint (klassieke stijl) 17e 10 km klassieke stijl 4e Teamsprint (klassieke stijl)                    |
| 2019 | Seefeld       | 33e 10 km klassieke stijl 11e 15 km skiatlon 13e 30 km vrije stijl                                       |

### Wereldbeker
Eindklasseringen
| Seizoen   | Algm | DI  | SP  | TdS |
| --------- | ---- | --- | --- | --- |
| 2003/2004 | 86e  | -   | 53e | -   |
| 2005/2006 | 65e  | -   | 36e | -   |
| 2006/2007 | 50e  | -   | 27e | -   |
| 2007/2008 | 41e  | -   | 26e | -   |
| 2008/2009 | 49e  | -   | 31e | -   |
| 2009/2010 | 15e  | 54e | 6e  | DNF |
| 2010/2011 | 18e  | 27e | 16e | -   |
| 2011/2012 | 22e  | 52e | 6e  | 28e |
| 2012/2013 | 32e  | 64e | 10e | -   |
| 2013/2014 | 37e  | 71e | 15e | -   |
| 2014/2015 | 21e  | 35e | 12e | -   |
| 2015/2016 | 12e  | 19e | 6e  | 12e |
| 2016/2017 | 15e  | 28e | 8e  | -   |
| 2017/2018 | 18e  | 18e | 12e | -   |
| 2018/2019 | 15e  | 15e | 6e  | DNF |

Wereldbekerzeges
| Nr. | Datum            | Plaats           | Onderdeel            |
| --- | ---------------- | ---------------- | -------------------- |
| 1.  | 14 januari 2012  | Milaan           | Sprint (vrije stijl) |
| 2.  | 17 februari 2012 | Szklarska Poręba | Sprint (vrije stijl) |